# Enola Holmes 2
Enola Holmes 2 è un film del 2022 diretto da Harry Bradbeer.
La pellicola, tratta dalla serie di romanzi The Enola Holmes Mysteries di Nancy Springer, è il sequel del film del 2020 Enola Holmes, diretto dallo stesso Bradbeer. Il film s'ispira allo sciopero delle fiammiferaie del 1888 e al ruolo tenuto da una di esse, Sarah Chapman.

## Trama
Enola Holmes avvia la sua agenzia investigativa, ma fatica a ottenere clienti sia a causa della sua parentela con suo fratello Sherlock Holmes, sia per il fatto che sia una giovane donna. Quando la ragazza sta per sgomberare l'ufficio entra la giovanissima Bessie, che le chiede di aiutarla a ritrovare la sorella adottiva scomparsa Sarah. Bessie porta Enola all'alloggio dove vivono. L'indagine prosegue alla fabbrica di fiammiferi, dove lavorano entrambe le ragazze e dove avvampa una mortale epidemia di tifo. Qui si incontra Mae, un'altra lavoratrice della fabbrica. Con un trucco Enola riesce a introdursi nell'ufficio del direttore e apre la cassaforte, in cui trova alcuni registri con diverse pagine strappate.
Enola segue Mae al Paragon Theatre, dove lei e Sarah, lavorano come ballerine. Al tavolo da trucco dove si preparava Sarah trova uno scomparto segreto, contenente una poesia apparentemente priva di senso. Ritornando, Enola nota che qualcuno la sta seguendo, ma fortunatamente incontra Sherlock, ubriaco, e lo riporta a casa al 221B di Baker Street. Dal disordine capisce che sta seguendo un caso, e lui rivela che sta indagando su una serie di ricatti a membri governativi, ma non riesce a risalire al ricattatore. Sherlock per parte sua mette in guardia la sorella su eventuali rischi connessi all'indagine di lei, avendo capito che è coinvolta in qualcosa.
Il giorno dopo Enola al parco incontra il visconte Tewkesbury, che negli ultimi tempi sta conducendo campagne come Pari del Regno per migliorare diversi aspetti del Paese, e con le sue capacità intuitive deduce dal dialogo con lui che la poesia è un codice che conduce a una casa a Whitechapel, dove trova Mae uccisa da una coltellata. Enola scopre uno spartito nel vestito di Mae, ma viene interrotta dall'ispettore Lestrade e dal sovrintendente Grail (che riconosce dal suono del bastone come l'uomo che la pedinava), che l'accusa di omicidio. Enola scappa e si rifugia da Sherlock, dove gli riferisce le novità. Sherlock si reca nell'appartamento di Whitechapel, e deduce che ci fosse stata un'altra persona prima di Enola.
Enola continua a indagare e capisce che l'amante di Sarah parteciperà a un ballo organizzato dalla famiglia Lyon, proprietaria della fabbrica di fiammiferi, e prova a presentarsi sia al padre, sia al figlio William Lyon, che sospetta essere il misterioso innamorato, ma non essendo accompagnata da uno chaperon non ottiene il permesso di parlargli da sola. Al ballo incontra inoltre Cicely, un'amichevole nobildonna, il ministro del Tesoro lord Charles McIntyree e la sua segretaria Mira Troy. Incontra infine Tewkesbury, che le insegna a ballare per darle l'opportunità di avvicinarsi a William. 
Nel frattempo, Sherlock riesce a risalire al titolare dei conti, grazie al suggerimento della sorella, un certo Moriarty. In biblioteca Enola viene arrestata dal sovrintendende Grail (prima che possa parlare con William) per l'omicidio di Mae, avendo trovato le impronte della detective sul coltello che la uccise. Sherlock questa volta non può aiutarla e chiede aiuto alla loro madre Eudora, che con l'aiuto dell'amica Edith, esperta di combattimento, fa evadere Enola dalla prigione. Dopo una rocambolesca fuga durante la quale la ragazza fa il punto delle indagini con la madre, mette al tappeto Grail e alcuni agenti, le tre si separano.
Discutendo con Tewkesbury Enola si rende conto che Cicely in realtà è Sarah e che lei, Mae e William avevano scoperto che ad uccidere le lavoratrici è il fosforo bianco e non il tifo, e stavano progettando di smascherare il padre di William che aveva cambiato la formula dei fiammiferi, inserendo questo fosforo di cattiva qualità ma di costo minore nella formulazione, per maggior profitto. Tewkesbury ed Enola si confessano il loro amore reciproco e si dirigono alla fabbrica. Qui incontrano Sherlock, che ha capito che i casi sono collegati e che Enola era stata incastrata con delle false impronte. Purtroppo alla fabbrica trovano William morto: tra le dita trattiene un frammento dello spartito trovato addosso a Mae; deducono che Lord McIntyre aveva stretto un accordo con il padre di William per utilizzare il fosforo a buon mercato per aumentare i profitti, incuranti degli effetti che avrebbe avuto sulle lavoratrici; a uccidere William però non è stato nessuno dei due, entrambi gli Holmes notato che gli indizi sono stati messi di proposito.
Dopo aver realizzato che l'intero spartito è in realtà una mappa in codice del teatro Paragon vi si dirigono. Lì incontrano Sarah che conferma le scoperte di Enola e ammette che lei e William avevano bisogno dell'aiuto di Tewkesbury per smascherare McIntyre; la ragazza mostra loro le pagine strappate dai registri, con le prove della frode, contenenti anche i nomi delle fiammiferaie morte, ricevendo dai detective la notizia della morte di William. Arrivano poi al teatro Grail e diversi poliziotti e si svolge uno scontro che porta alla morte di Grail. 
Lord McIntyre e la sua segretaria arrivano e tentano di investire Sarah, ma Sherlock li informa che ha scoperto il vero colpevole, ovvero la segretaria Mira Troy (il cui nome anagrammato è Moriarty), responsabile del ricatto e degli omicidi. La donna confessa di essersi presa quello che secondo lei si meritava e che le morti non erano calcolate, in quanto era sempre stato Grail a occuparsene; la donna viene presa in custodia ma non si riesce a impedire a lord McIntyre di bruciare le pagine dei registri, uniche prove della truffa che ha portato alla morte tante fiammiferaie.
Sembra essere la fine di tutto, ma Sarah, Bessie ed Enola non si arrendono e si dirigono alla fabbrica per informare le fiammiferaie degli eventi, convincendole a scioperare. Lord McIntyre viene arrestato con l'aiuto di Tewkesbury, mentre Moriarty sfugge alla custodia della polizia. Enola apre un nuovo ufficio nel negozio di Edith, sebbene Sherlock le offra di diventare soci alla pari. Lei però preferisce rifiutare perché altrimenti si troverebbe sempre nella sua ombra; lui comprende e accetta la cosa ma la invita a fargli visita più spesso a Baker Street. Dopo la visita di Sherlock, Enola esce per un appuntamento con Tewkesbury che ha iniziato a corteggiarla seriamente e la invita a un ballo.
Enola organizza un incontro, senza dire nulla al fratello, con un potenziale coinquilino, in modo tale che Sherlock non rimanga più da solo nello svolgimento delle sue indagini. L'uomo che si presenta alla porta del 221B di Baker Street è il dr. John Watson.

## Produzione

### Sviluppo
Nel maggio 2021 è stato confermato che Enola Holmes avrebbe avuto un sequel e che Millie Bobby Brown ed Henry Cavill sarebbero tornati ad interpretare i rispettivi ruoli.

### Riprese
Le riprese sono iniziale nell'autunno 2021 e sono terminate il 7 gennaio 2022.

## Promozione
Il primo trailer del film è stato pubblicato il 25 settembre 2022.
L'11 ottobre è uscito, invece, il secondo trailer.

## Distribuzione
Il film è disponibile sulla piattaforma Netflix dal 4 novembre 2022.